# Supercoupe d'Islande de football 1971
La supercoupe d'Islande de football 1971 était la 3e édition de la Supercoupe islandaise.
À partir de cette saison, la formule change : ce sont les clubs qualifiés pour la Coupe d'Europe qui participent à la Supercoupe, c'est-à-dire le champion, le vainqueur de la Coupe et le club le mieux classé (le 2e ou le 3e si le vainqueur de la Coupe se classe 2e).

Les 3 clubs s'affrontent en matchs aller et retour avant le début de la saison, l'équipe classée première à la fin des matchs remporte la compétition.

## Les clubs participants
- ÍA Akranes - Champion d'Islande 1970
- Fram Reykjavik - Vainqueur de la Coupe d'Islande 1970
- ÍBK Keflavík - Qualifié pour la Coupe UEFA après avoir fini 3e (Le Fram a terminé 2e)

## Compétition

### Classement
Le barème de points servant à établir le classement se décompose ainsi :
- Victoire : 2 points
- Match nul : 1 point
- Défaite : 0 point

| Rang | Équipe         | Pts | J | G | N | P | Bp | Bc | Diff |  | Résultats (▼ dom., ► ext.) | Fram | Kefl | Akr |
| ---- | -------------- | --- | - | - | - | - | -- | -- | ---- |  | -------------------------- | ---- | ---- | --- |
| 1    | Fram Reykjavik | 6   | 4 | 2 | 2 | 0 | 14 | 2  | +12  |  | Fram Reykjavik             |      | 1-1  | 0-0 |
| 2    | ÍBK Keflavík   | 5   | 4 | 2 | 1 | 1 | 7  | 10 | -3   |  | ÍBK Keflavík               | 0-5  |      | 2-1 |
| 3    | ÍA Akranes     | 1   | 4 | 0 | 1 | 3 | 5  | 14 | -9   |  | ÍA Akranes                 | 1-8  | 3-4  |     |